# Дошаке
Дошаке (груз. დოშაყე) — село в Грузии, на территории Мартвильского муниципалитета края (мхаре) Самегрело-Верхняя Сванетия.

## География
Село находится в западной части Грузии, вблизи истока реки Циви (правый приток Риони), на расстоянии приблизительно 16 километров (по прямой) к северо-западу от города Мартвили, административного центра муниципалитета. Абсолютная высота — 377 метров над уровнем моря.

## Население
По результатам официальной переписи населения 2014 года в Дошаке проживало 75 человека (34 мужчины и 41 женщина). В национальной структуре населения грузины составляли 100 %.
| Год  | Население, человек |
| ---- | ------------------ |
| 2002 | 494                |
| 2014 | ↘ 75               |